# Manuel Doyagüe
Manuel José Doyagüe Jiménez (Salamanca, 17 de febrero de 1755 —  Salamanca, 18 de diciembre de 1842) fue un compositor español que vivió a finales del siglo XVIII y principios del XIX. Aunque su vida y obra es poco conocida, fue una personalidad importante en el ambiente musical español de esta época. Hay alrededor de 200 obras musicales suyas en el archivo de la catedral de Salamanca. 
Aunque no consiguió su anhelada cátedra de música en la Universidad de Salamanca (si bien dio clases en ella), realizó importantes contribuciones a la música en esta ciudad, desde su puesto maestro de capilla de la Catedral y su participación en la fundación de la Escuela de Nobles y Bellas Artes de San Eloy. 

## Biografía

### Sus comienzos
Manuel José Doyagüe Jiménez nació en Salamanca el 17 de febrero de 1755. Entró a los 9 años como niño de coro en la Catedral de Salamanca, allí recibió sus primeras enseñanzas musicales  de la mano del maestro de capilla Juan Martín (1709-1789). En este centro se desarrollaría toda la carrera profesional, que siguió los ascensos habituales hasta convertirse en maestro de capilla, puesto que ocupaba a su muerte. Allí tuvo como obligación la composición y dirección de las obras necesarias para el culto y la enseñanza de los niños de coro, y tuvo que vivir momentos convulsos como la Guerra de la Independencia, el Trienio Liberal y las sucesivas desamortizaciones que afectaron seriamente a su sueldo y condiciones laborales.

### Doyagüe y la Universidad de Salamanca
Es necesario hacer hincapié en un hecho que ha sido objeto de confusión en numerosas ocasiones: Doyagüe no fue el último catedrático de la Universidad de Salamanca, sino que desempeñó el cargo de sustituto en la misma hasta poco antes de obtener en propiedad el magisterio de la catedral. 
La plaza de catedrático quedó vacante en 1773, cuando el maestro Aragüés se jubiló. Un año más tarde, en 1774, se sacó a concurso por Provisión Real, pero hasta 1779 Doyagüe no pasó a ocupar el puesto de sustituto. Sin embargo, lo que él persigue es poder obtener la plaza de catedrático por oposición, cosa por la que luchará con ahínco durante años. Prueba de ello es una solicitud que hace en el año 1782, en la que explica que desempeña su cargo: «a cuyo penoso trabajo se sujetó al principio y siguió después con el deseo de ser opositor de mérito, cuando en concurso abierto se leyese a dicha cátedra, considerando [...] que se retardaba la oposición contra su esperanza». Y más adelante, dice: «suplico a V.A. que [...] se sirva expedir la Orden o despacho conveniente para que se fijen edictos para dicha cátedra».
Un año más tarde, en 1783, el Real Consejo de Castilla, encarga a dos maestros de la Corte: don Miguel de Rabassa, maestro de la Capilla Real y Antonio Rodríguez de Hita, maestro de capilla del Real Monasterio de la Encarnación, la elaboración de un informe con las pruebas prácticas y teóricas a las que debía someterse quien se presentara a oposición a dicha cátedra de Música.

### Doyagüe, maestro de capilla
En 1781, se le nombra suplente del maestro de capilla, Juan Martín, dada la elevada edad de este. A la muerte del maestro Martín, quedó vacante el puesto, al que se optaron prestigiosos maestros, que compitieron en dura oposición con Doyagüe. El 12 de agosto de 1789, tomará posesión del magisterio de capilla de la Catedral de Salamanca.
En el año 1800 el Cabildo salmantino le encarga el diseño de un «Plan para corregir los abusos introducidos en el coro y cantar el oficio con la majestad debida».
El prestigio de Doyagüe le hace, incluso, ser elegido miembro de tribunales de oposiciones a maestro de capilla de otras catedrales. Por ejemplo, la catedral de Zamora en 1813; o la catedral de Santiago de Compostela, en 1825. Sus dictámenes siempre fueron justos y detallados.

### En la Corte
En 1817, Doyagüe y Francisco Olivares, primer organista de la catedral, ofrecieron su música al rey Fernando VII, con motivo del nacimiento de la primera hija de éste y su esposa Isabel de Braganza. El rey aceptó el ofrecimiento y el posterior desplazamiento a la Corte de ambos compositores, que dirigieron personalmente su música ante los reyes. Doyagüe presentó su Te Deum en re mayor y su "Gran Misa", ambos para dos coros y orquesta y Olivares su "Escena de Abrádates y Panteá",  La música de Doyagüe tuvo gran éxito y desde entonces fue regularmente interpretada en Madrid. En 1831 fue nombrado Profesor Honorario del Real Conservatorio de Madrid, recientemente creado por la reina María Cristina. Compartió esta distinción con compositores del prestigio de Rossini.

### Muerte
Doyagüe muere en Salamanca, en su casa de la calle del Acre, el 18 de diciembre de 1842. El ayuntamiento le tributa pocos meses después un homenaje y decide dedicarle la calle en la que vivió . Se le entierra en el cementerio de la ciudad con solemnidad. En 1869, sus restos fueron trasladados a Madrid para su entierro en el Panteón de Hombres Ilustres, donde no llegaron a instalarse por hacer menos de 50 años de su fallecimiento. El Cabildo reclamó su cuerpo, que volvió a Salamanca en loor de multitud y fue finalmente enterrado en la a la Capilla de Santa Catalina, sita en el claustro de la Catedral Vieja de Salamanca, donde actualmente reposan. 
El nicho del cementerio se conservó a perpetuidad, y el Ayuntamiento mandó poner en él la siguiente inscripción:

Al mérito eminente y modesto.

A la inspiración religiosa y profunda.

Al genio inmortal de la armonía sagrada, 

Al hijo esclarecido de Salamanca,

A D. Manuel José Doyagüe,

Para perpetua memoria,

El Ilustre Ayuntamiento constitucional,

Año de 1843

## Obras
Se sabe de la existencia de más de 300 obras en diferentes archivos repartidos por toda España, Hispanoamérica y Filipinas.

### Archivos con obras del Maestro Doyagüe
El listado que se presenta a continuación está tomado del libro "Salamanca en la historia de la música europea", de Dámaso García Fraile, y publicado por el Centro de Estudios Salmantinos en el año 2008, así como de la tesis doctoral de Josefa Montero García, citada más abajo.
Real Conservatorio de Madrid,
Palacio Real (6)
Biblioteca Nacional,
Biblioteca Municipal de Madrid,
Real Academia de S. Fernando,
Biblioteca de Catalunya (Barcelona),
Monasterio del Escorial (1),
Monasterio de Ntra. Sra. de Guadalupe,
Biblioteca de la Universidad de Salamanca 
Catedral de Astorga (18),
Catedral de Ávila (14),
Catedral de Badajoz,
Catedral de Burgos,
Catedral de Ciudad Rodrigo (17),
Catedral de Coria
Catedral de Lugo
Catedral de Málaga
Catedral de Mondoñedo,
Catedral de Palencia,
Catedral de Pamplona,
Catedral de Plasencia,
Catedral de Santiago de Compostela (16),
Catedral de Sto. Domingo de la Calzada (1),
Catedral de Segovia (5),
Catedral de Valladolid, 
Catedral de Zamora (20),
Archivo de El Pilar de Zaragoza
Colegiata de la Coruña
Convento de las Descalzas Reales
Iglesia parroquial de los Santos Juanes en Nava del Rey (Valladolid)
El archivo de la Catedral de Salamanca, como es lógico, es el que presenta un mayor número de composiciones de este músico. El listado completo (tomado de la publicación de García Fraile) es el siguiente:
Misas (9),
Salmos,
Magnificat y Miserere (13),
Lamentaciones (8),
Motetes,
Ofertorios,
Genitori (14),
Te Deum (25),
Villancicos (56),
Arias y cantatas (33),